# Vedurhals Himileigsson
Vedurhals Himileigsson (n. 363) fue un caudillo vikingo, rey de Hålogaland (Håløigkonge). Aparece en diversas listas genealógicas de Haakon Jarl que se remontan hasta el patriarcado de Odín. Era hijo de Himileig Hoddbroddsson y padre de Haavard Vedurhalsson.